# Creedence Clearwater Revisited
Creedence Clearwater Revisited foi uma banda formada em 1995 pelo baixista e pelo baterista da banda Creedence Clearwater Revival - Stu Cook e Doug Clifford, respectivamente.

## História
Stu Cook comprou uma casa em Lake Tahoe perto da casa de Doug Clifford e os dois começaram a tocar regularmente e decidiram formar uma banda. Inicialmante, Cook disse: "Nós realmente nunca tivemos qualquer intenção de tocar para o público, mas um amigo queria promover um par de concertos. Tínhamos falado nisso, mas não sabíamos como iria tão longe ". A dupla tentou chamar John Fogerty para participar da banda, mas ele acabou recusando o convite e o grupo seguiu sem ele.
Com o passar dos anos a banda tocou na América do Norte, América do Sul, Nova Zelândia, Europa e Ásia. 
Em 1998, a banda lançou Recollection, um álbum composto de versões ao vivo das canções da banda Creedence Clearwater Revival. A recordação foi certificada Platina pela RIAA em 2007.
Em setembro de 2017, Clifford disse que é bastante improvável que ele e Cook se reunam com Fogerty para tocar juntos de novo, afirmando que "Teria sido ótimo 20, 25 anos atrás. Agora é muito tarde".
Entre 2019 e 2020, a banda apresentou sua turnê de despedida denominada "Farewell Tour".

## Controvérsia judiciária
Em 1997, John Fogerty forçou o grupo a mudar seu nome para "Cosmo's Factory", um nome de um antigo álbum do Creedence Clearwater Revival. Mas o processo acabou com a vitória de Cook e Clifford e a banda seguiu com o mesmo nome.

## Membros

### Atuais
- Doug Clifford - bateria, percussão, vocais (adicionais) (1995-presente)
- Stu Cook - baixo elétrico, vocais (adicionais) (1995-presente)
- Steve "The Captain" Gunner - guitarra rítmica, harmónica, teclado, vocais (adicionais) (1995-presente)
- Kurt Griffey - guitarra solo (2010-presente)
- Dan McGuinness - vocais, guitarra rítmica (2016-presente)

### Antigos
- Elliot Easton - guitarra solo (1995-2004)
- John Tristao - vocais e guitarra rítmica (1995-2016)
- Tal Morris - guitarra solo (2004-2010)

## Discografia
- Recollection (1995) - Um conjunto de dois discos; o primeiro gravado em um estúdio e o outro, ao vivo.
- The Best of Creedence Clearwater Revisited (20th Century Masters - The Millennium Collection) (2006) - Ao vivo

## Ligações Externas
- Site Oficial| - v - d - e Creedence Clearwater Revival              | - v - d - e Creedence Clearwater Revival                                                                                                                                                                                                                                                                                                                                                                                                                                                                                                                                                                |
| ----------------------------------------------------- | --- |
| John Fogerty · Tom Fogerty · Stu Cook · Doug Clifford | |
| Álbuns de estúdio                                     | Creedence Clearwater Revival (1968) · Bayou Country (1969) · Green River (1969) · Willy and the Poor Boys (1969) · Cosmo's Factory (1970) · Pendulum (1971) · Mardi Gras (1972) |
| Álbuns ao vivo                                        | Live in Europe (1973) · The Concert (1980) |
| Coletâneas                                            | Creedence Gold (1971) · More Creedence Gold (1973) · Pre-Creedence (1975) · Chronicle, Vol. 1 (1976) · The Best of Creedence Clearwater Revival (1977) · 20 Golden Greats (1979) · Creedence Country (1981) · Hits Album (1982) · Chronicle, Vol. 2 (1986) · Rollin' On the River (1988) · Heartland Music Presents Creedence Clearwater Revival (1992) · Keep On Chooglin' (1999) · At the Movies (2000) · Creedence Clearwater Revival: Box Set (2001) · Bad Moon Rising: The Best of Creedence Clearwater Revival (2003) · Platinum (2004) · Creedence Clearwater Revival Covers the Classics (2009) |
| Singles                                               | "Porterville" · "Suzie Q." · "I Put a Spell on You"/"Walk on the Water" · "Proud Mary"/"Born on the Bayou" · "Bad Moon Rising"/"Lodi" · "Green River"/"Commotion" · "Down on the Corner"/"Fortunate Son" · "Travelin' Band"/"Who'll Stop the Rain" · "Run Through the Jungle"/"Up Around the Bend" · "Lookin' out My Back Door"/"Long As I Can See the Light" · "Have You Ever Seen the Rain?"/"Hey Tonight" · "Sweet Hitch-Hiker"/"Door to Door" · "Someday Never Comes"/"Tearin' up the Country" · "I Heard It Through the Grapevine"                                                                 |
| Artigos relacionados                                  | Discografia · The Golliwogs · Creedence Clearwater Revisited · Recollection · Fogerty v. Fantasy · Saul Zaentz · Fantasy Records |